# Alpinia musifolia
Alpinia musifolia är en enhjärtbladig växtart som beskrevs av Henry Nicholas Ridley. Alpinia musifolia ingår i släktet Alpinia och familjen Zingiberaceae. Inga underarter finns listade i Catalogue of Life.